# Liefmans

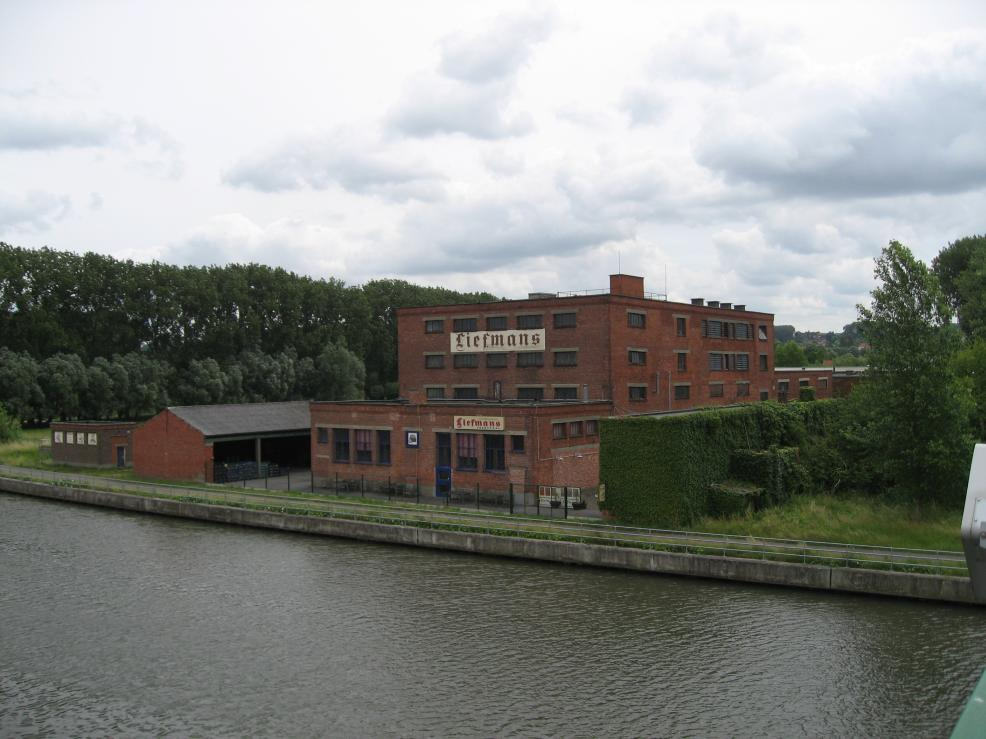
Brauerei Liefmans

Liefmans ist eine belgische Traditionsbrauerei in der ostflämischen Stadt Oudenaarde. Seit Juni 2008 gehört Liefmans zur Firmengruppe Duvel Moortgat.

## Geschichte
Die Brauerei wurde 1679 durch Jacobus Liefmans gegründet, der sich als Bierbrauer in Oudenaarde niederließ. Die historischen Gebäude am Fluss Schelde sind mehr als 300 Jahre alt und beherbergen heute unter anderem ein Brauereimuseum und einen Veranstaltungssaal.
1990 wurde Liefmans von der Riva Brauerei aus Dentergem erworben. 2008 musste die Brauerei Konkurs anmelden. Die Brauerei in Dentergem wurde geschlossen, die Brauerei Liefmans an Duvel Moortgat verkauft.

## Biersorten
Die Brauerei Liefmans ist bekannt für ihre Kriek und Fruchtlambic-Biere.
- Cuvée-Brut: Verschnitt aus Goudenband, Oud Bruin und Kirschen mit 6 Vol-% Alkohol.
- Goudenband: dunkles Bier mit 8 Vol.-% Alkohol
- Oud Bruin: dunkles Bier mit 5 Vol.-% Alkohol
- Fruitesse: Fruchtbier mit vier roten Früchten und 3,8 Vol.-% Alkohol

## Fotos

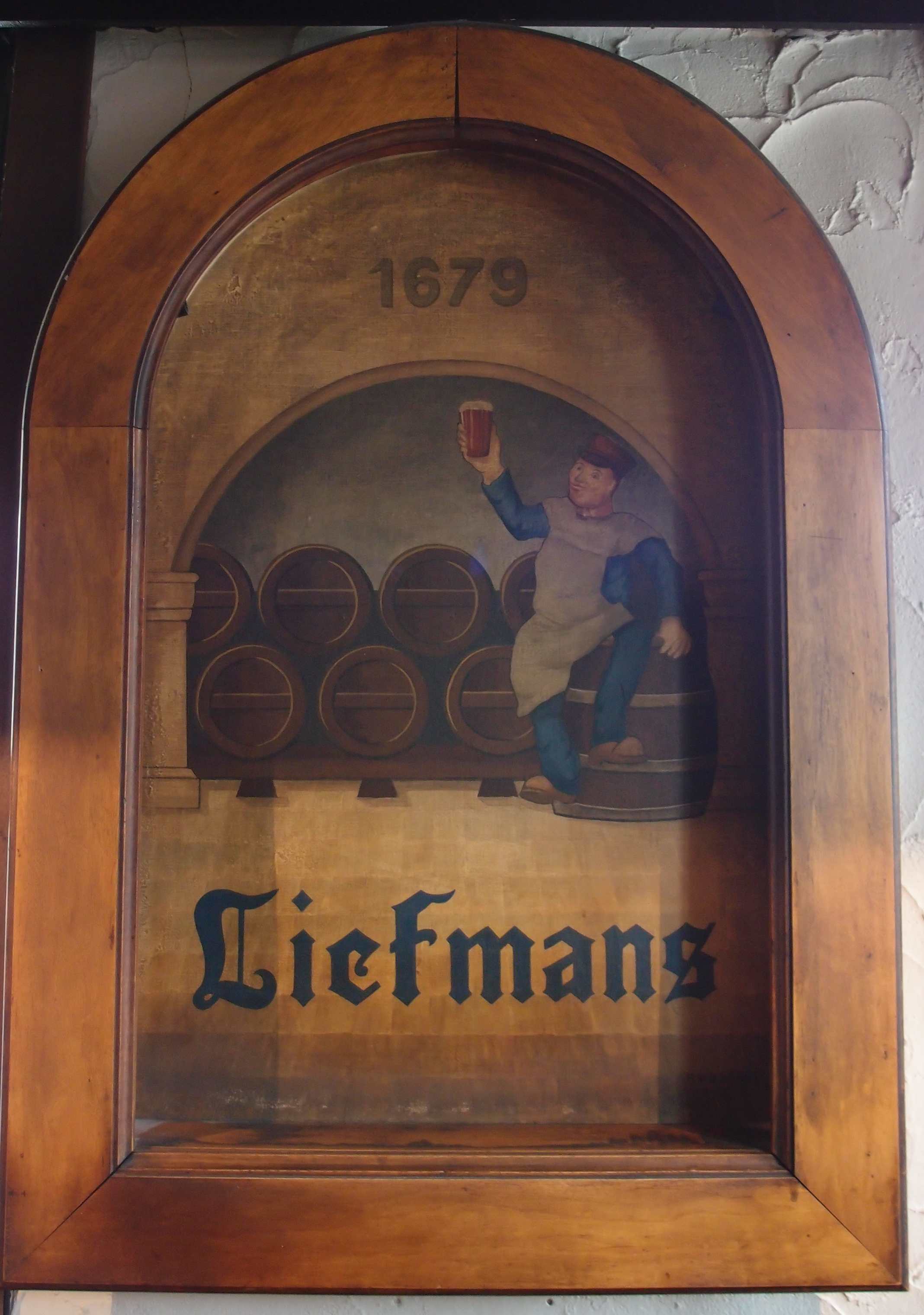
Werbebild
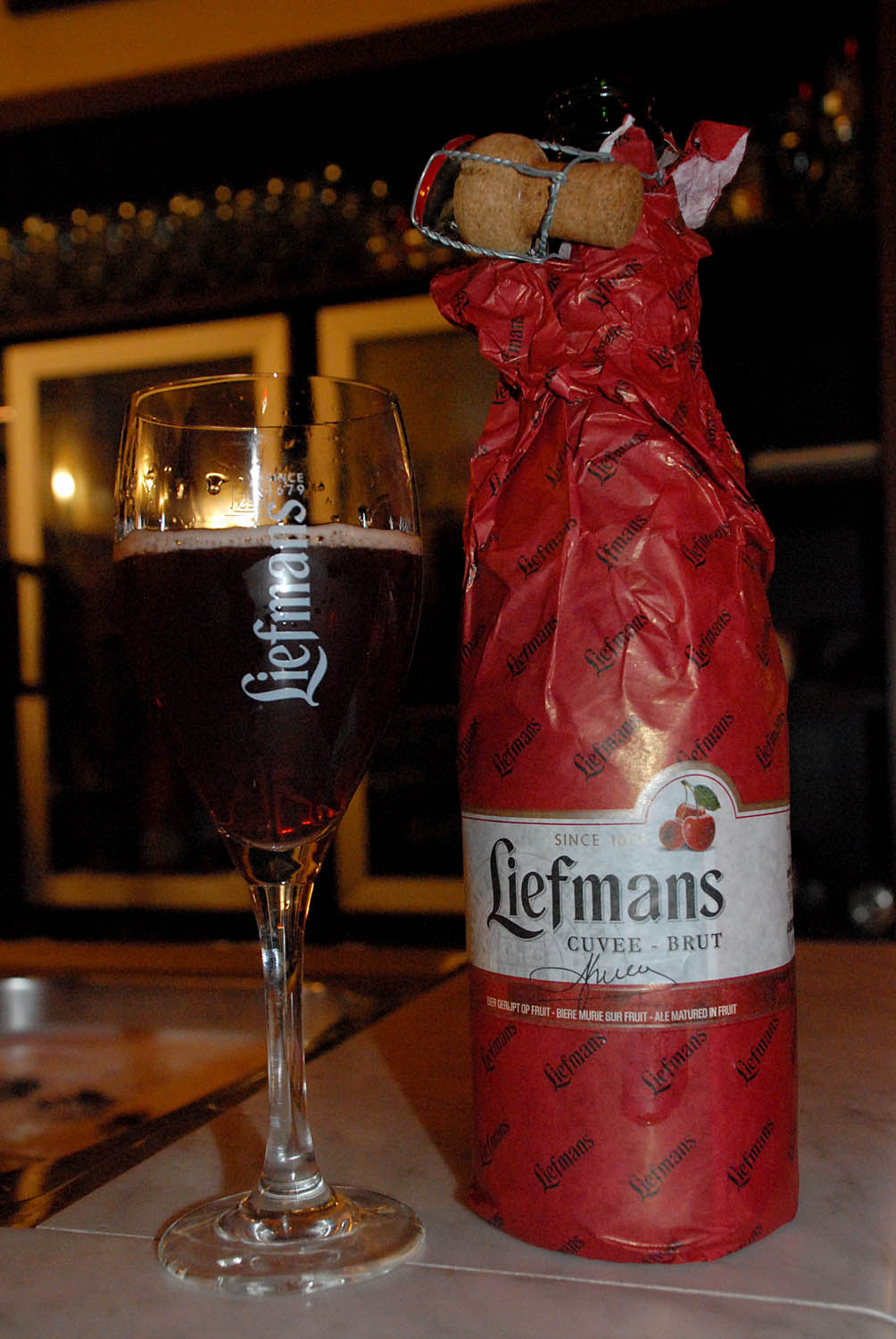
Cuvée-Brut
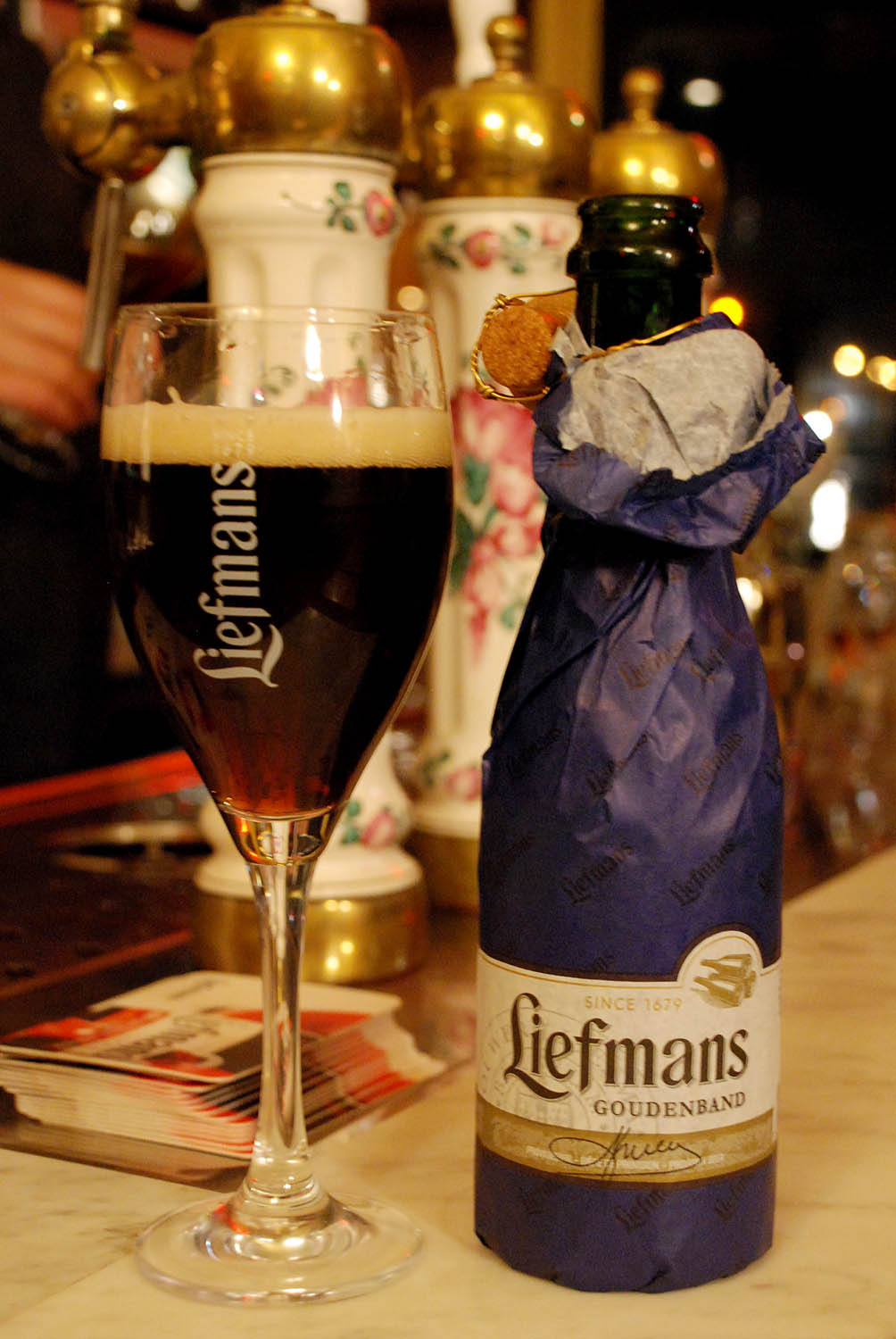
Goudenband
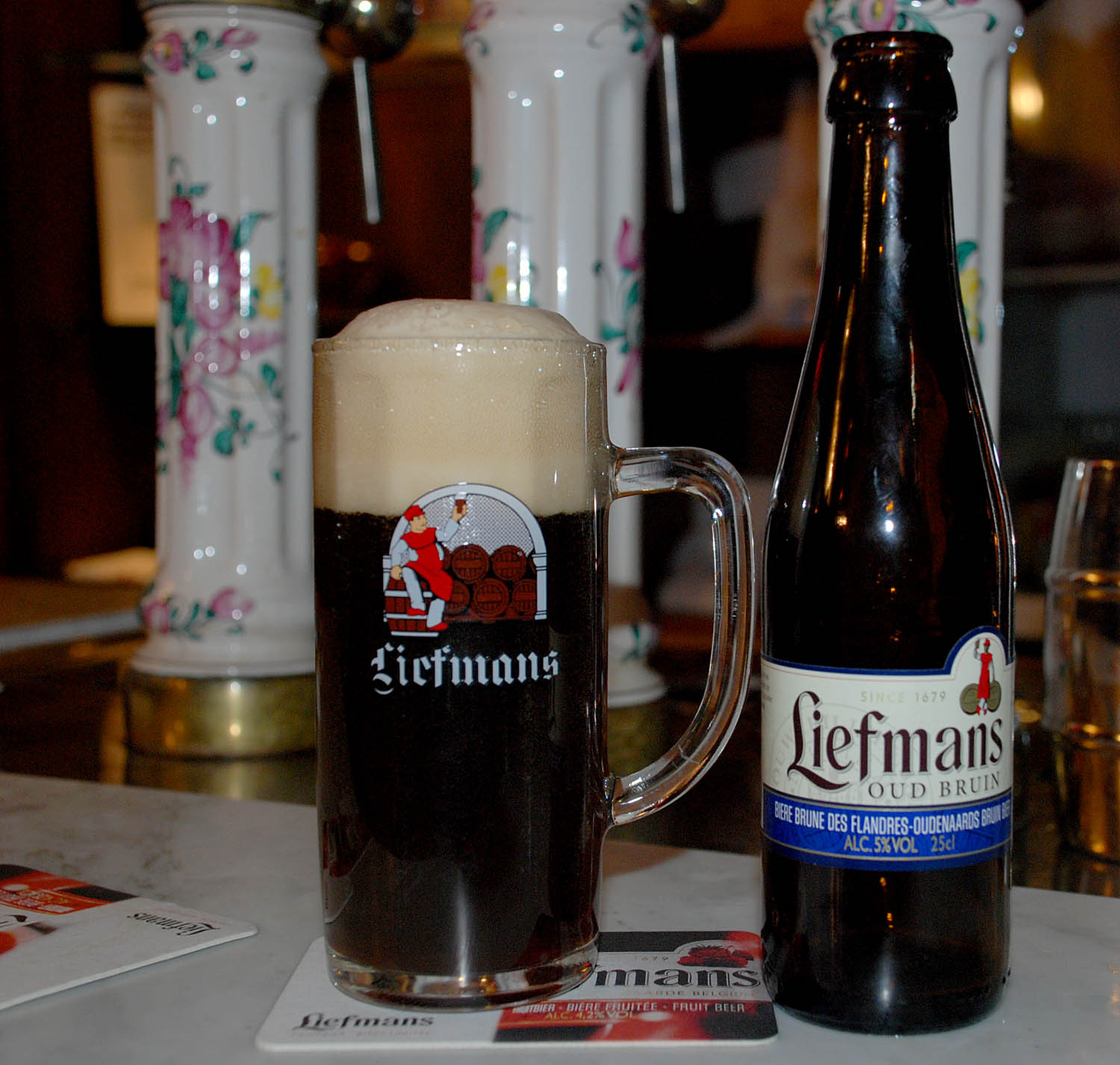
Oud Bruin
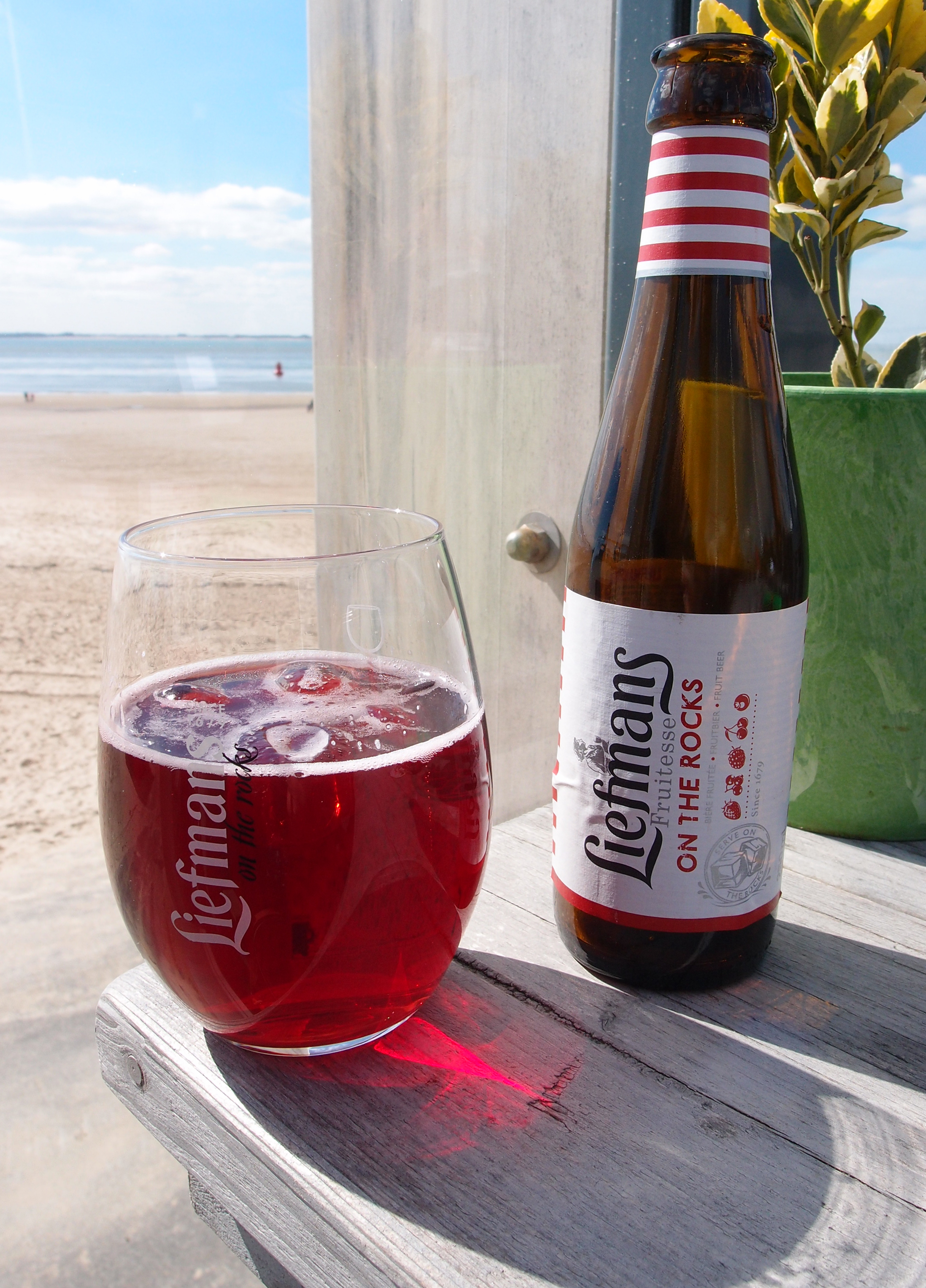
Liefmans Fruitesse